# Коалиция на желаещите
Коалиция на желаещите е наименование, използвано след 1990 г. за група от страни, участващи страни във военна или военно-хуманитарна интервенция, за която Съветът за сигурност на Организацията на обединените нации не може да вземе решение.
Първата употреба на израза е от американския президент Бил Клинтън през юни 1994 г. във връзка с възможни действия срещу Северна Корея с цел прекратяване на ядрената програма на тази страна.